# Pietra di Bismantova
De Pietra di Bismantova is een geologische formatie van het type inselberg in de Apennijnen, in de gemeente Castelnovo ne' Monti in de provincie Reggio Emilia in centraal Italië op ongeveer 45 kilometer van de stad Reggio Emilia. De berg heeft de vorm van een smal, quasi-cilindrisch plateau (met afmetingen van 1 km x 240 m) met steile wanden die ongeveer 300 meter opstijgen als een geïsoleerde uitloper van de nabijgelegen heuvels. De top heeft een hoogte van 1047 meter boven zeeniveau. De berg bevindt zich in het Appennino Tosco-Emiliano Nationaal Park.
De uitloper bestaat uit gelig calcareniet boven een mergelen voet, die in zijn geheel gevormd is in het Mioceen als een zeebodem. Hij bevat fossielen van dieren die leven in een tropische omgeving. De berg wordt omgeven door bossen die voornamelijk uit eiken bestaan.
De Pietra di Bismantova wordt genoemd door Dante Alighieri in zijn goddelijke komedie (Purgatorio, IV, 25-30).

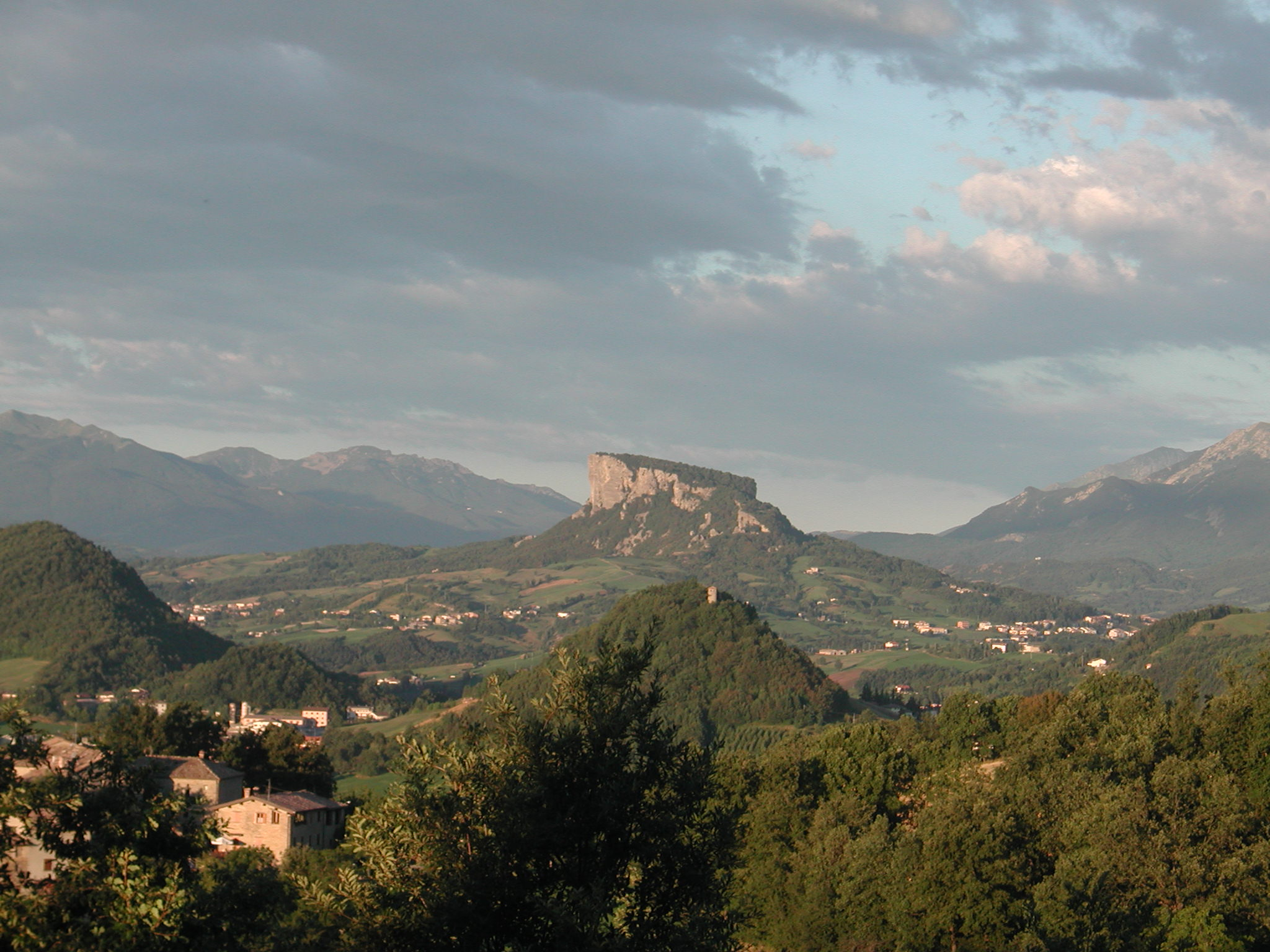